# Teruto Ishihara
Teruto Ishihara (japanska: 石原夜叉坊?, Ishihara Teruto), född 23 juli 1991 i Kagoshima, är en japansk MMA-utövare som sedan 2015 tävlar i organisationen Ultimate Fighting Championship.